# Callipero
Callipero es un género de escarabajos longicornios de la tribu Acanthocinini.

## Especies
- Callipero bella Bates, 1864
- Callipero formosa Monné, 1998